# Occhiatana
Occhiatana (korsisch Ochjatana) ist eine Gemeinde auf der französischen Insel Korsika. Sie gehört zur Region Korsika, zum Département Haute-Corse, zum Arrondissement Calvi und zum Kanton L’Île-Rousse.

## Geografie
Die Gemeindegemarkung grenzt im Norden an das Ligurische Meer. Die Route nationale 197 führt dort an der Meeresküste entlang. Der Dorfkern liegt im Südosten der Balagne auf 350 Metern über dem Meeresspiegel und wird von den Chemins de fer de la Corse mit einer Bahnstation bedient. Die Nachbargemeinden sind Belgodère im Osten, Olmi-Cappella im Südosten,
- Pioggiola im Südwesten sowie Ville-di-Paraso, Costa und Monticello im Westen.

## Bevölkerungsentwicklung

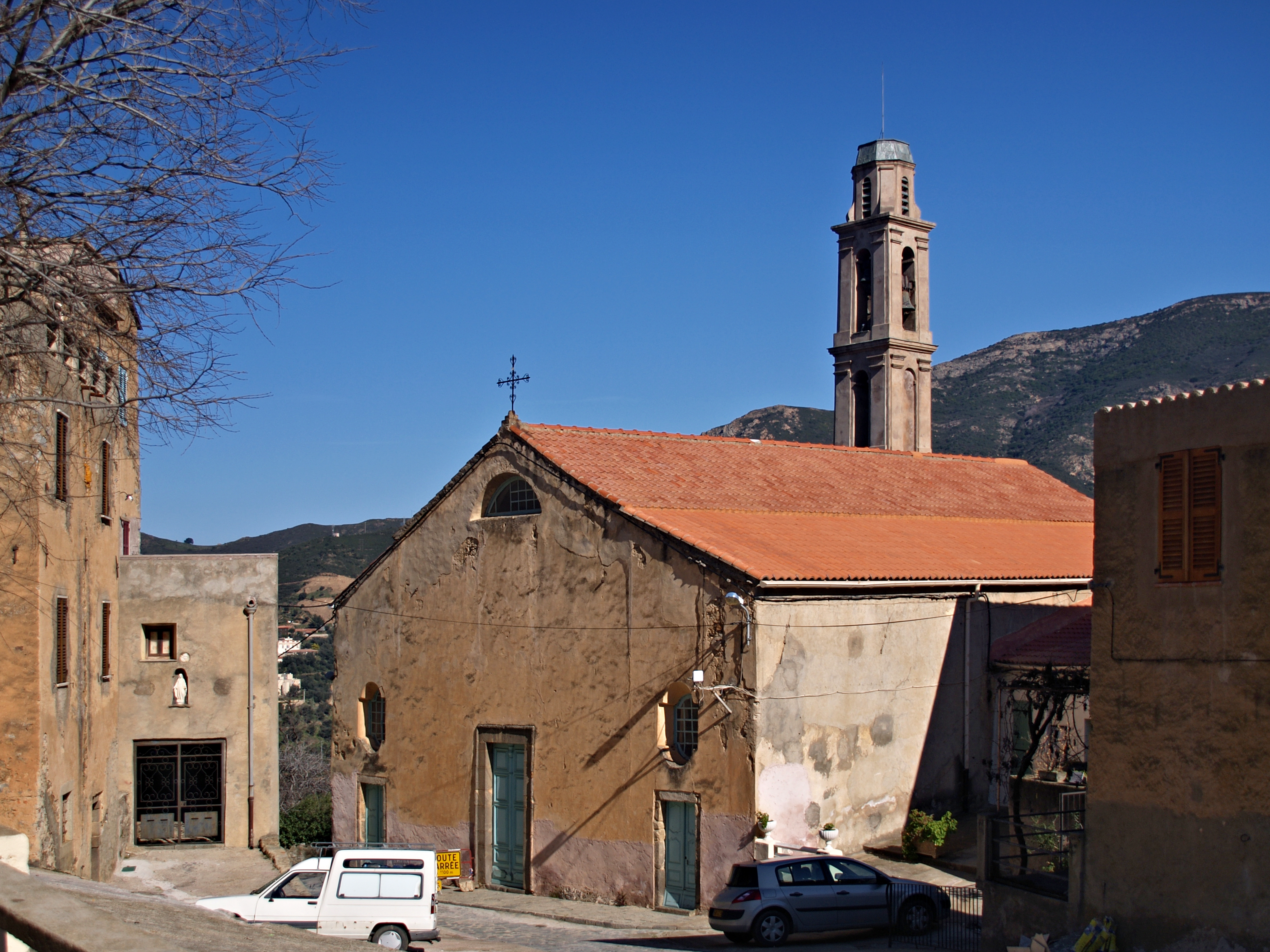
Kirche Mariä Himmelfahrt
(Église Santa-Maria-Assunta)

| Jahr      | 1962 | 1968 | 1975 | 1982 | 1990 | 1999 | 2008 | 2012 |
| --------- | ---- | ---- | ---- | ---- | ---- | ---- | ---- | ---- |
| Einwohner | 179  | 154  | 178  | 185  | 165  | 163  | 174  | 176  |